# Niedere Beskiden
Die Niederen Beskiden (slowakisch Nízke Beskydy, ukrainisch Низькі Бескиди) oder Mittelbeskiden (polnisch Beskidy Środkowe, ukrainisch Центральні Бескиди) sind ein Mittelgebirge in der Ostslowakei sowie im südöstlichen Polen (Woiwodschaften Kleinpolen und Karpatenvorland). Sie bilden den westlichsten Teil der Äußeren Ostkarpaten. Ihr höchster Gipfel ist der Busov mit 1002 m.

## Gliederung
Das slowakisch als Nízke Beskydy (Niedere Beskiden) und polnisch Beskidy Środkowe (Mittelbeskiden) bezeichnete Gebiet wird in fünf Gebirgszüge gegliedert:
- SK: Busov → B2b1

Niedere Beskiden, in roter Farbe (b1 - b4)

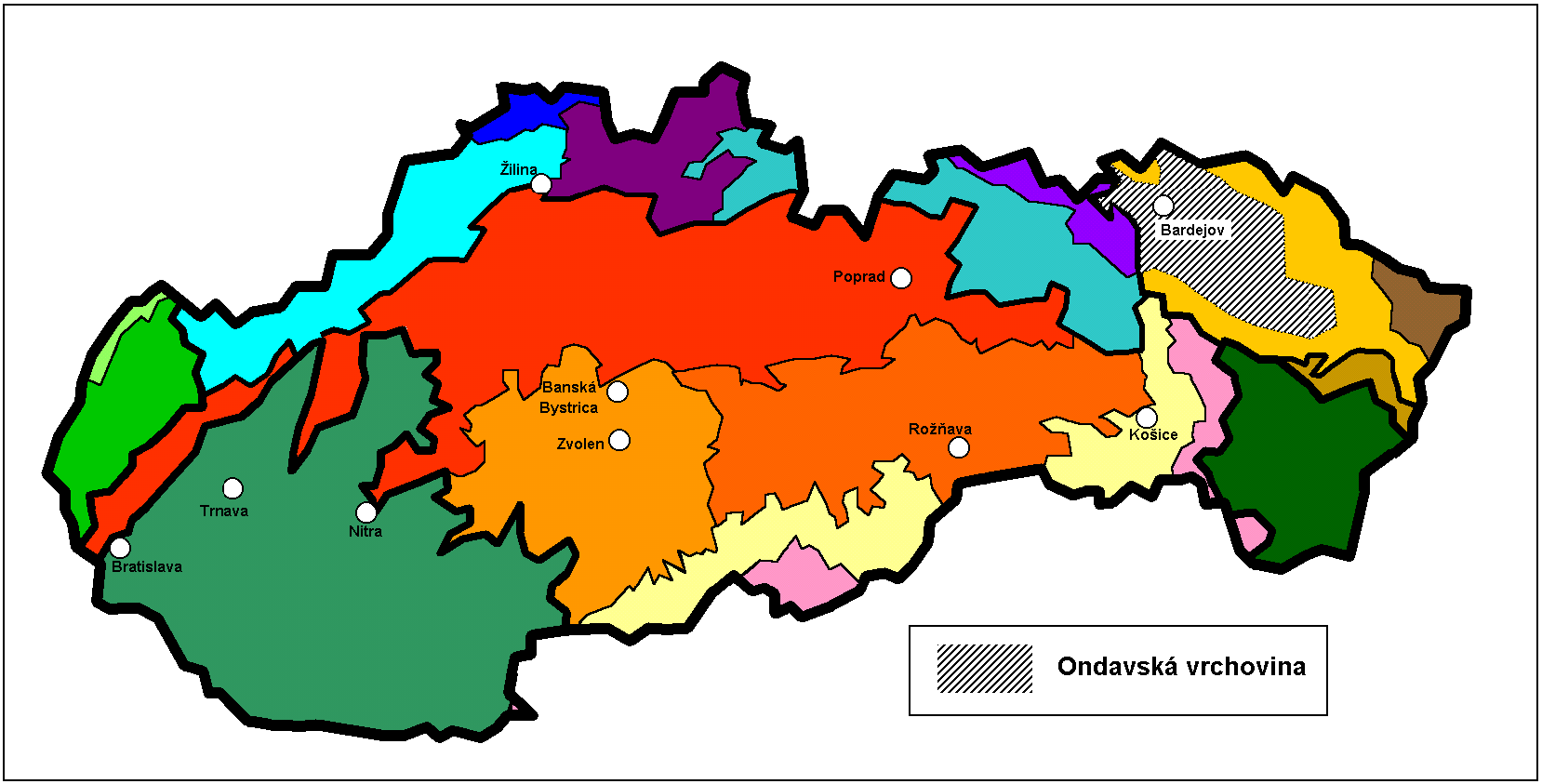
Ondauer Bergland (Ondavská vrchovina)

- PL: Beskid Niski (Polnische Niederen Beskiden) → B2b2 (nördlicher Teil)
- SK: Ondauer Bergland (Ondavská vrchovina) → B2b2 (südlicher Teil)
- SK: Labortzer Bergland (Laborecká vrchovina) → B2b3
- SK: Südbeskidische Vorgebirge (Beskydské južné predhorie) → B2b4

## Begrenzung

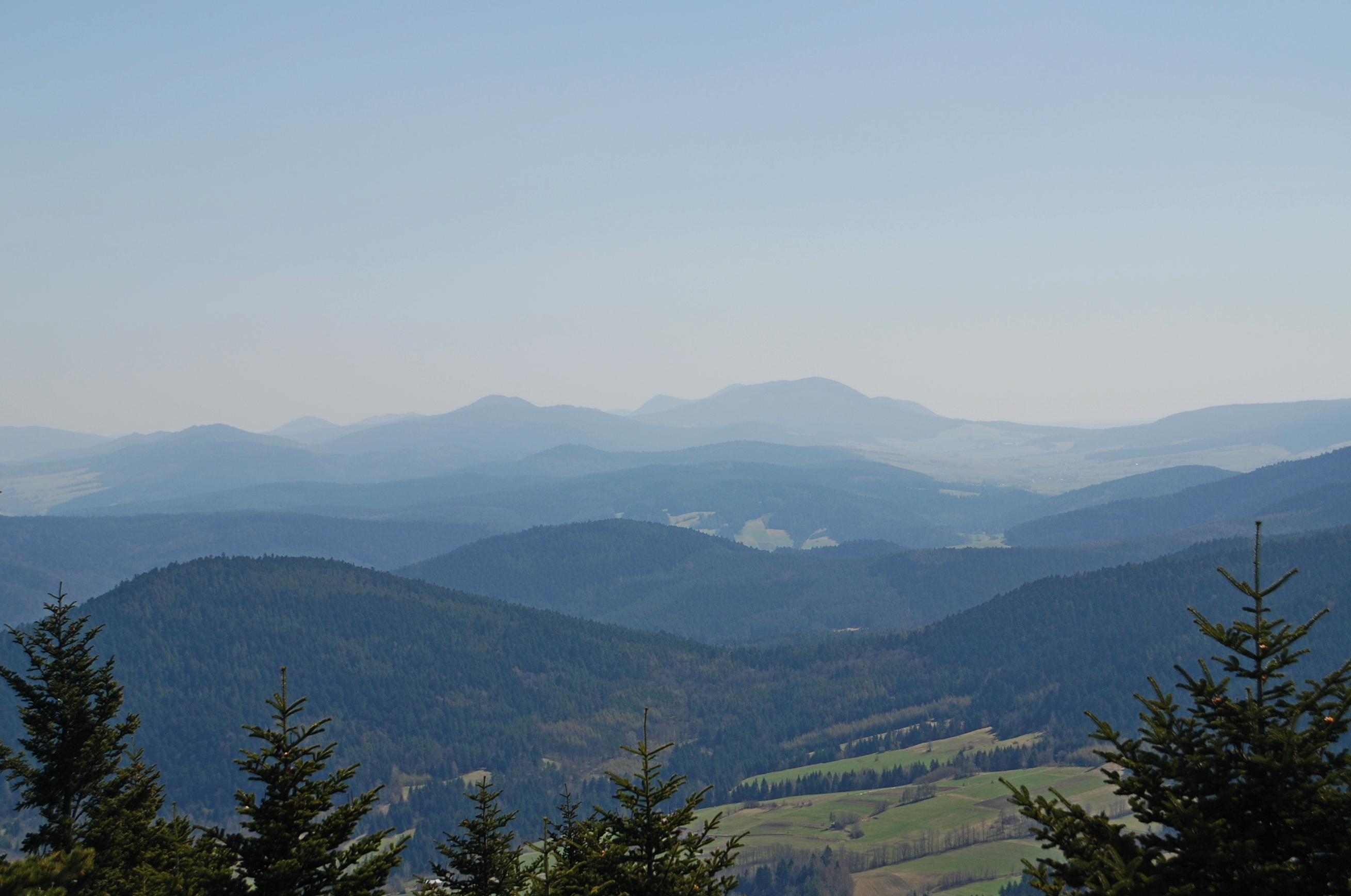
Blick auf den Gipfel Jaworze

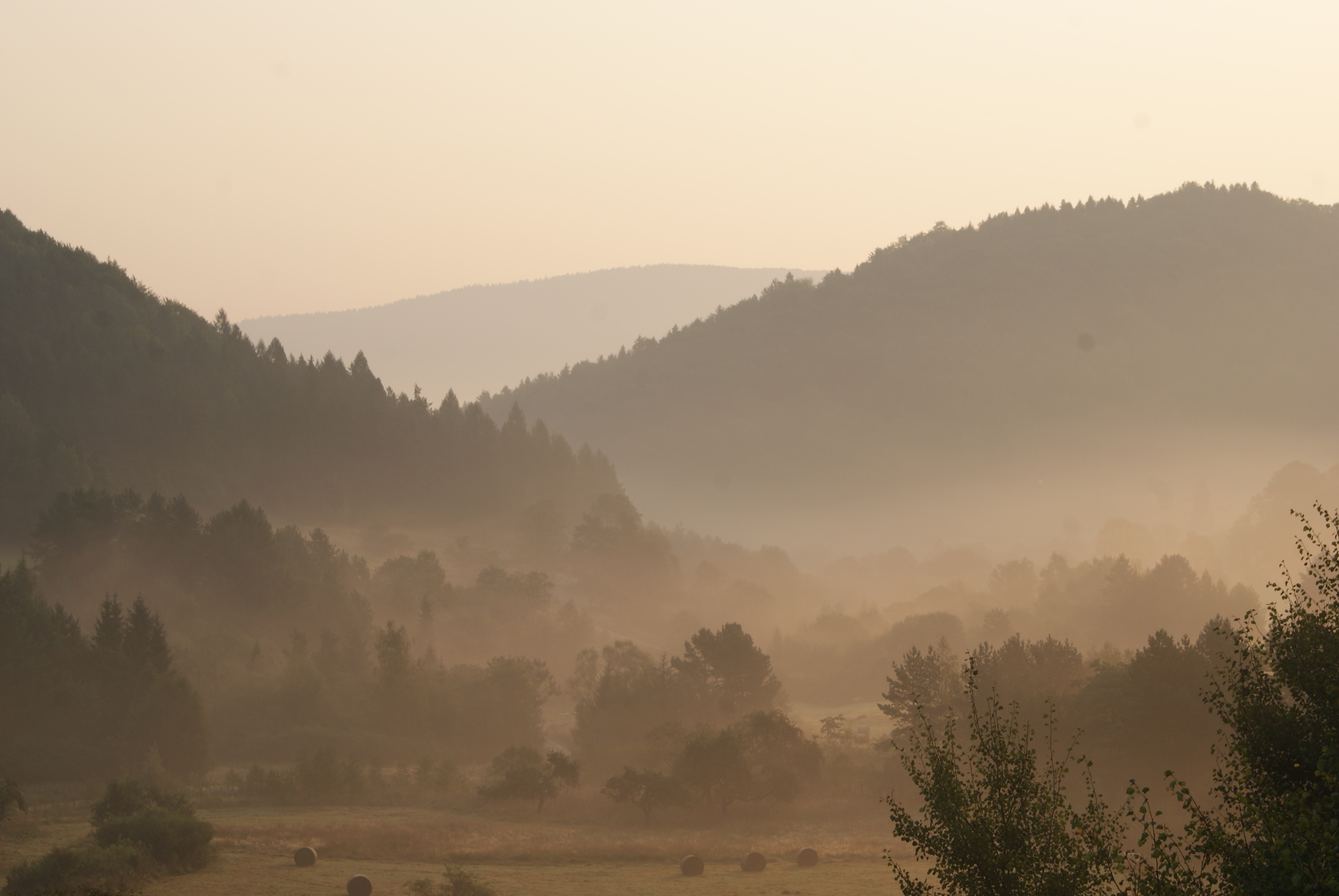
Niedere Beskiden bei Ropki

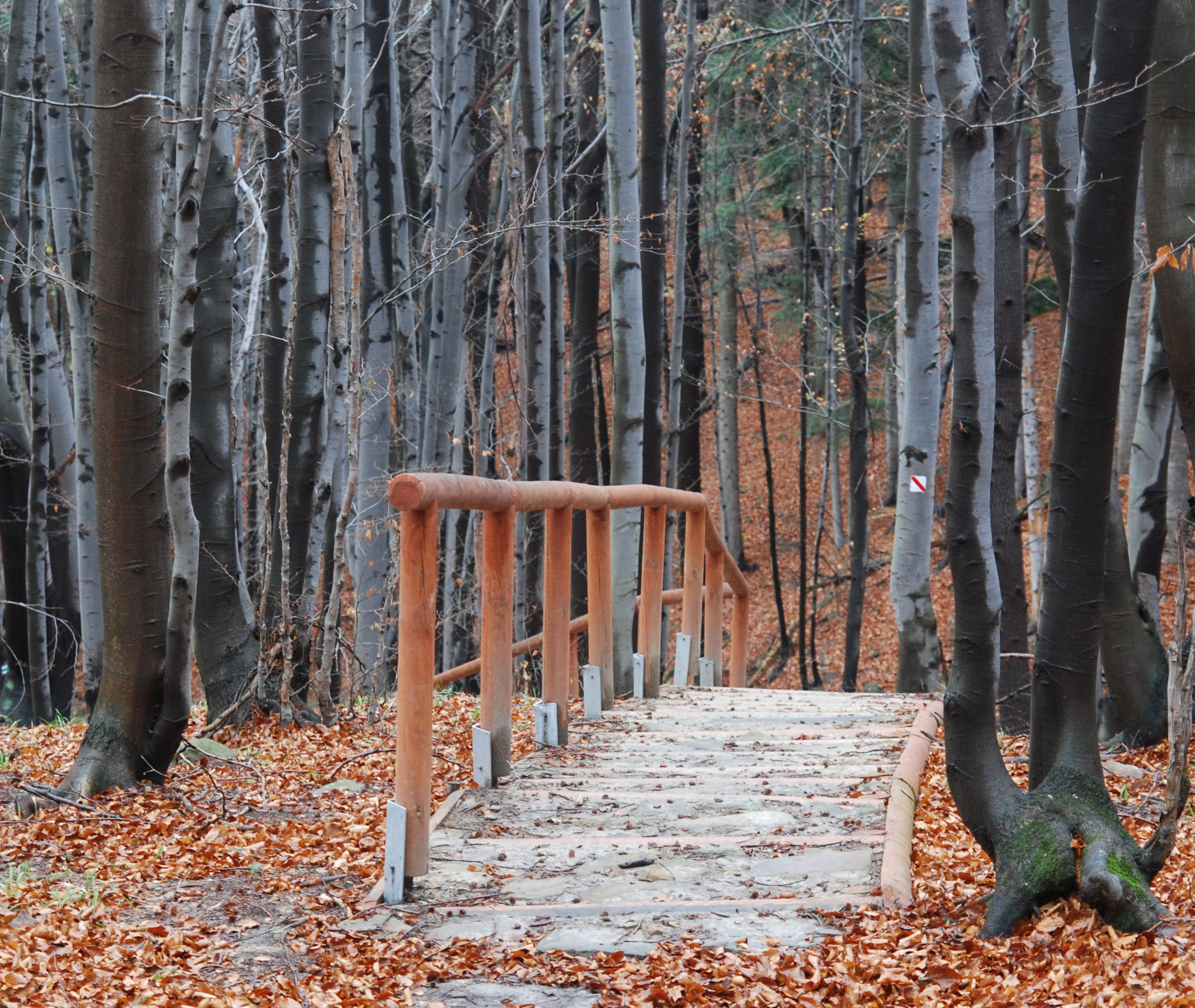
Nationalpark Magura

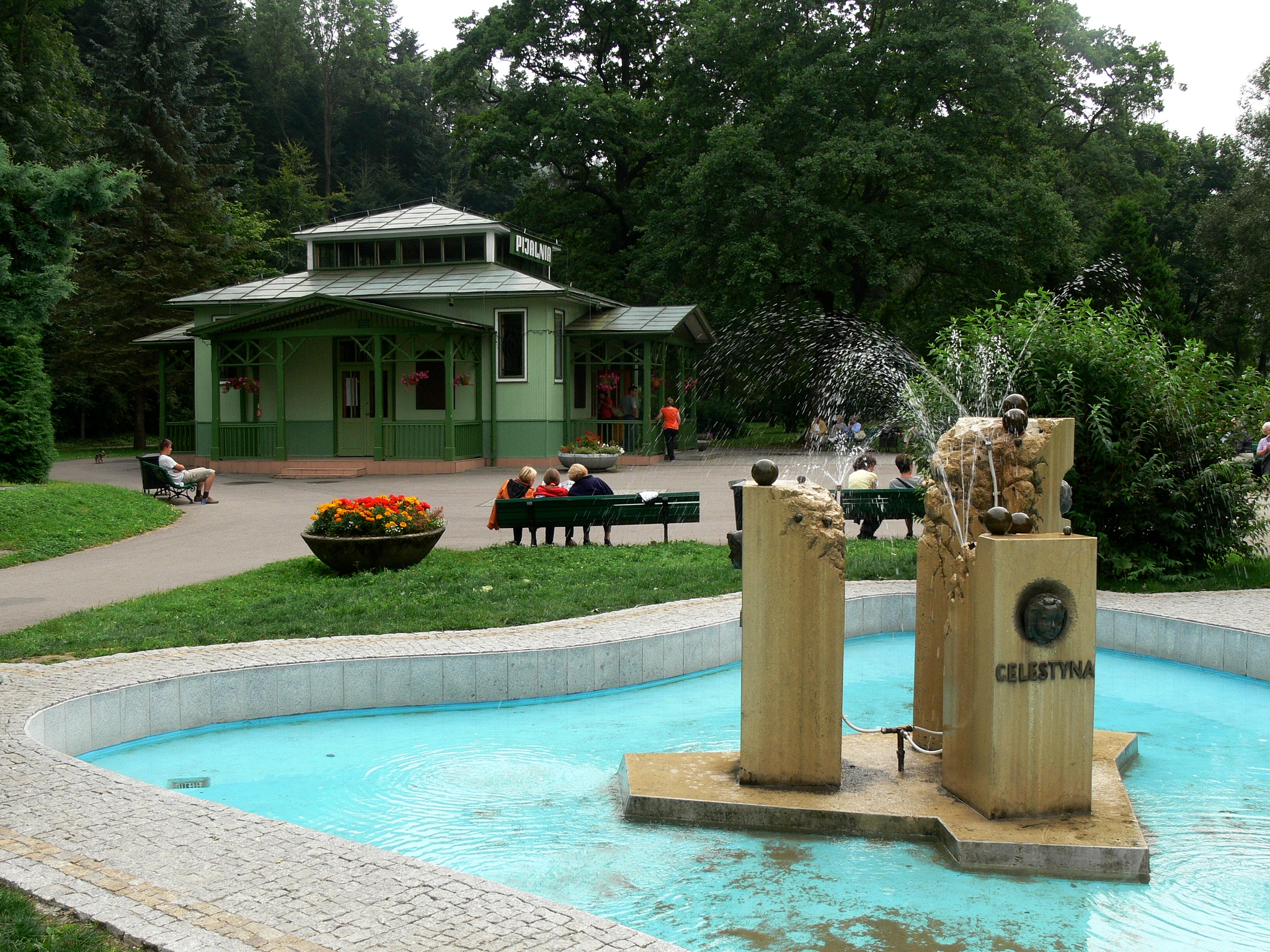
Trinkhalle Rymanów-Zdrój

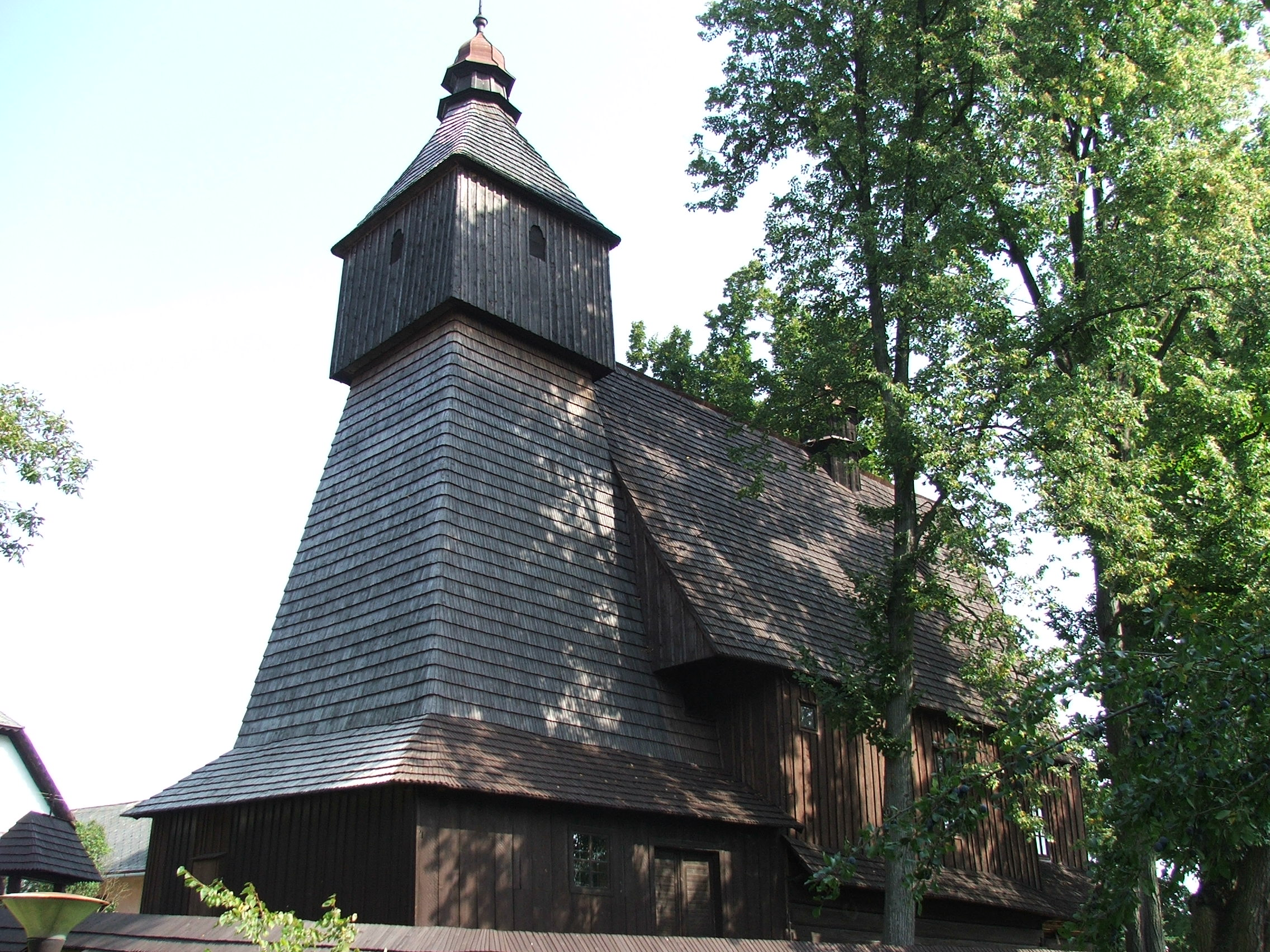
Holzkirche in Hervartov

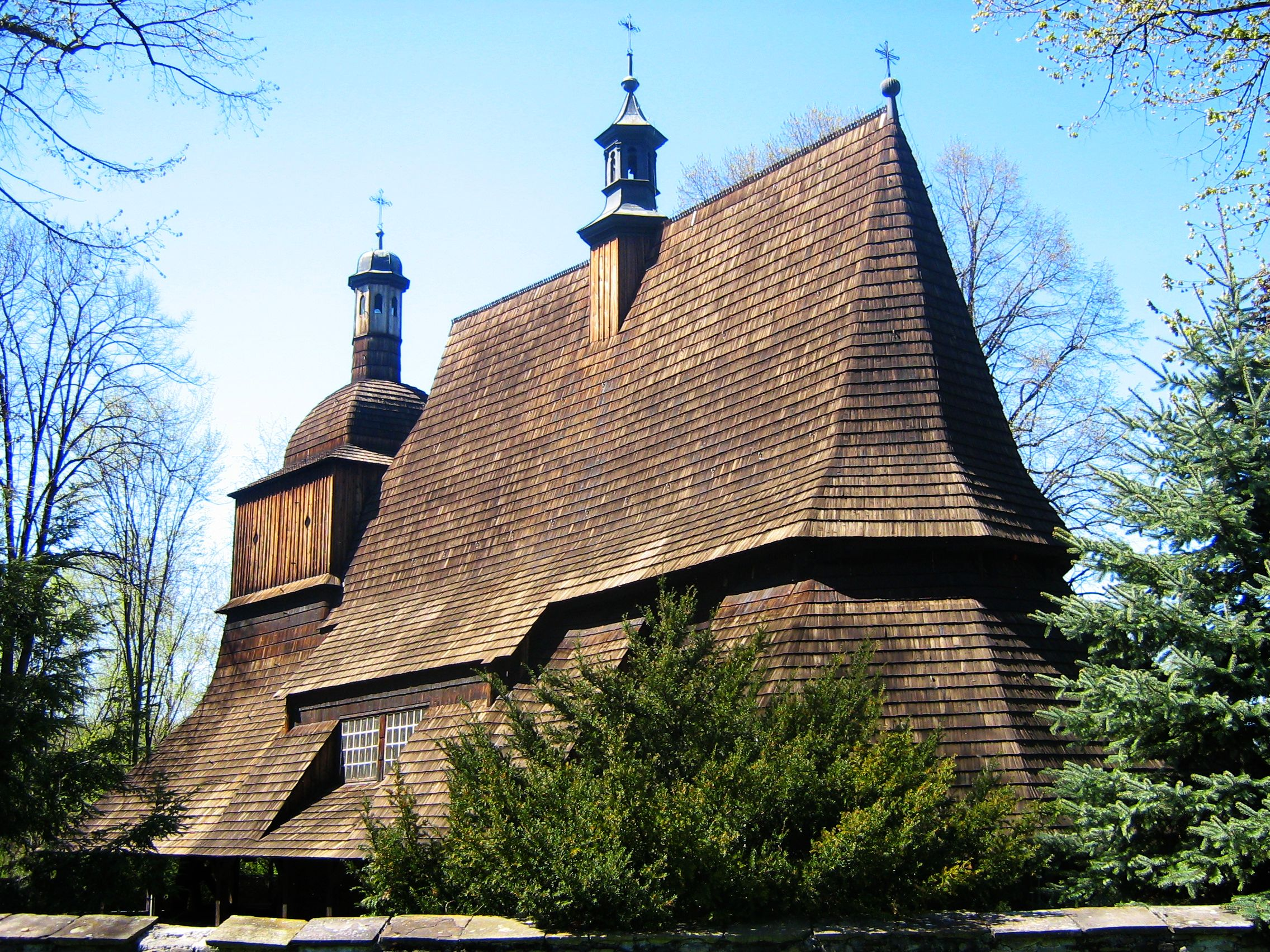
Holzkirche in Sękowa

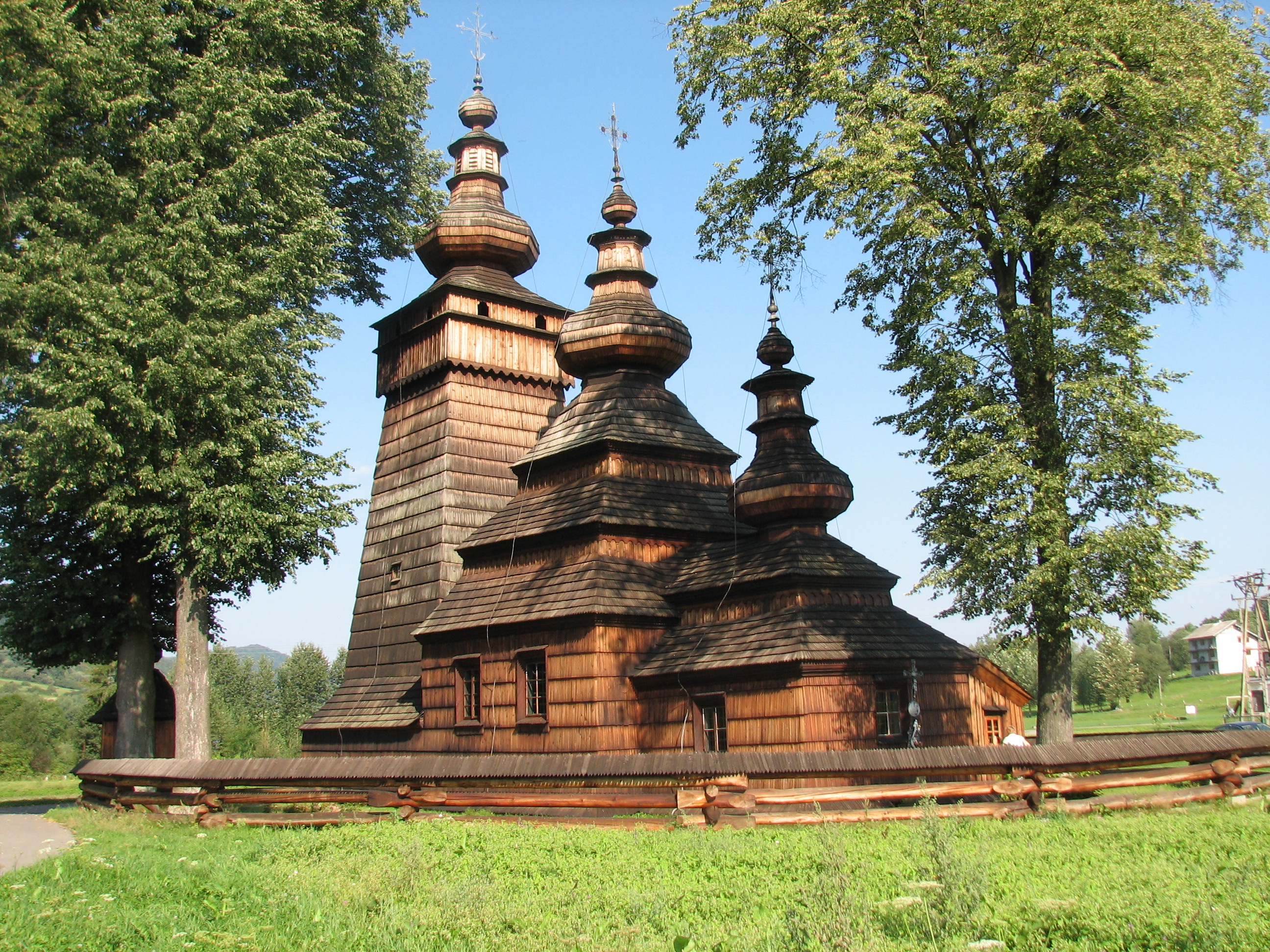
Holzkirche in Kwiatoń

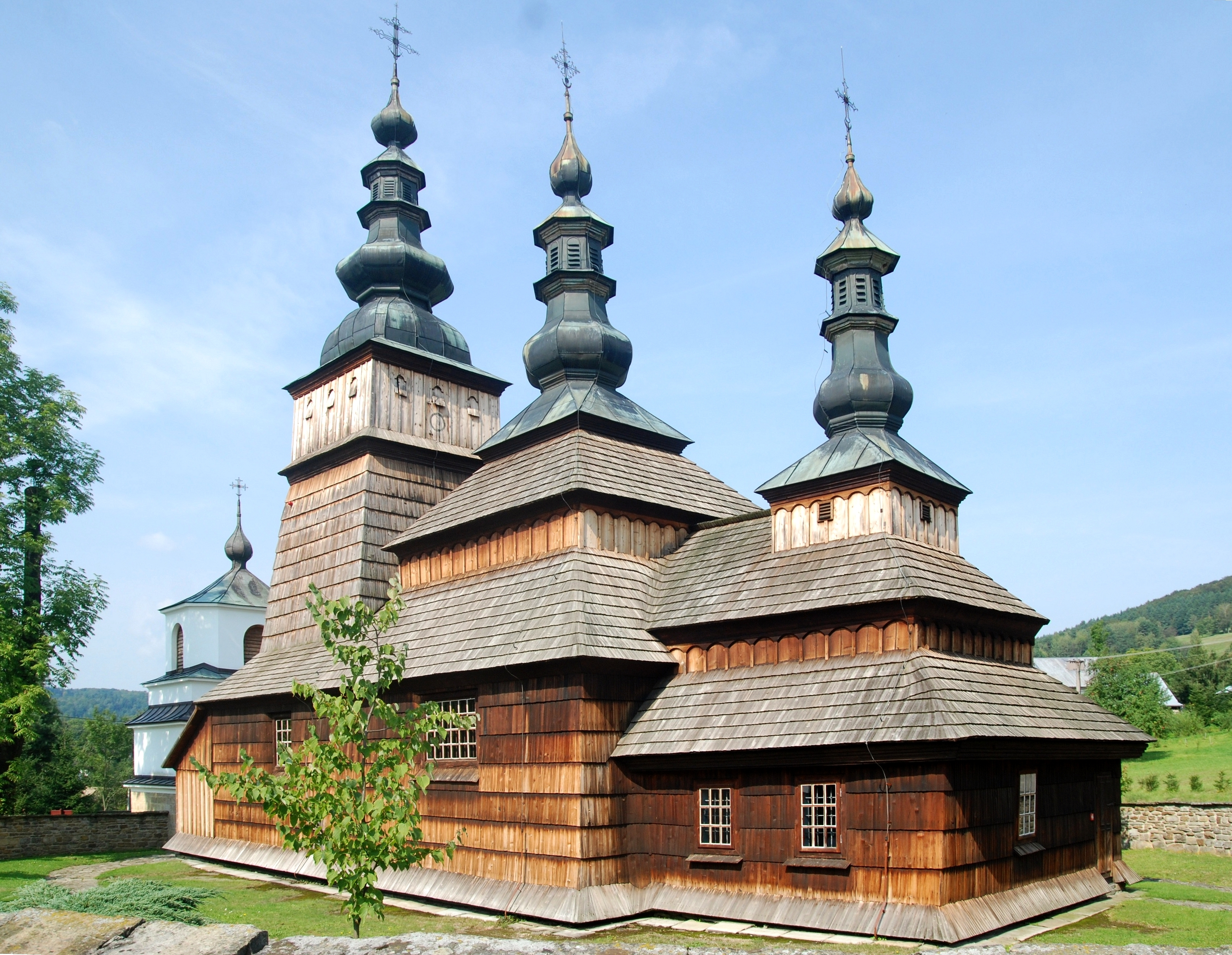
Holzkirche in Owczary

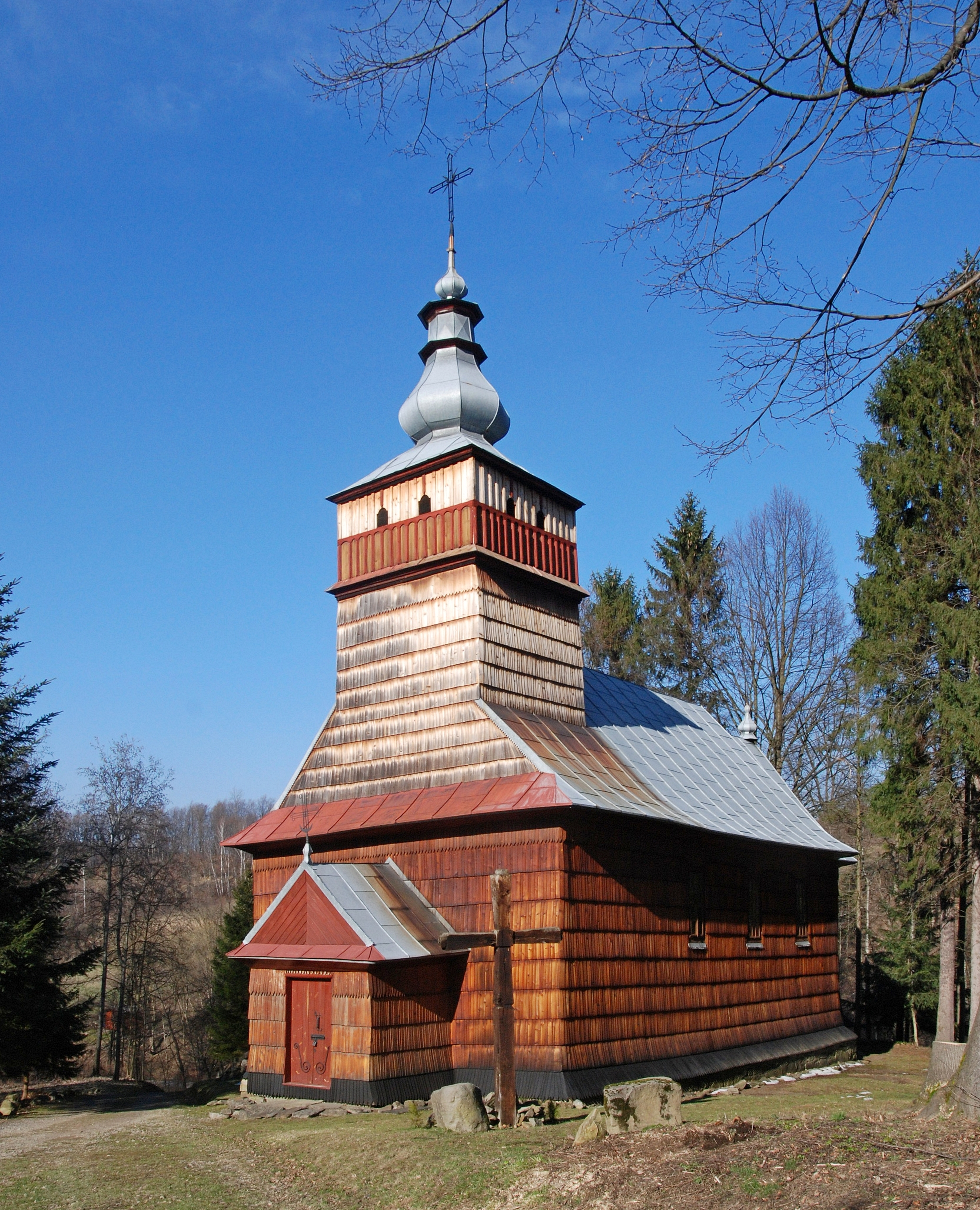
Holzkirche in Szymbark

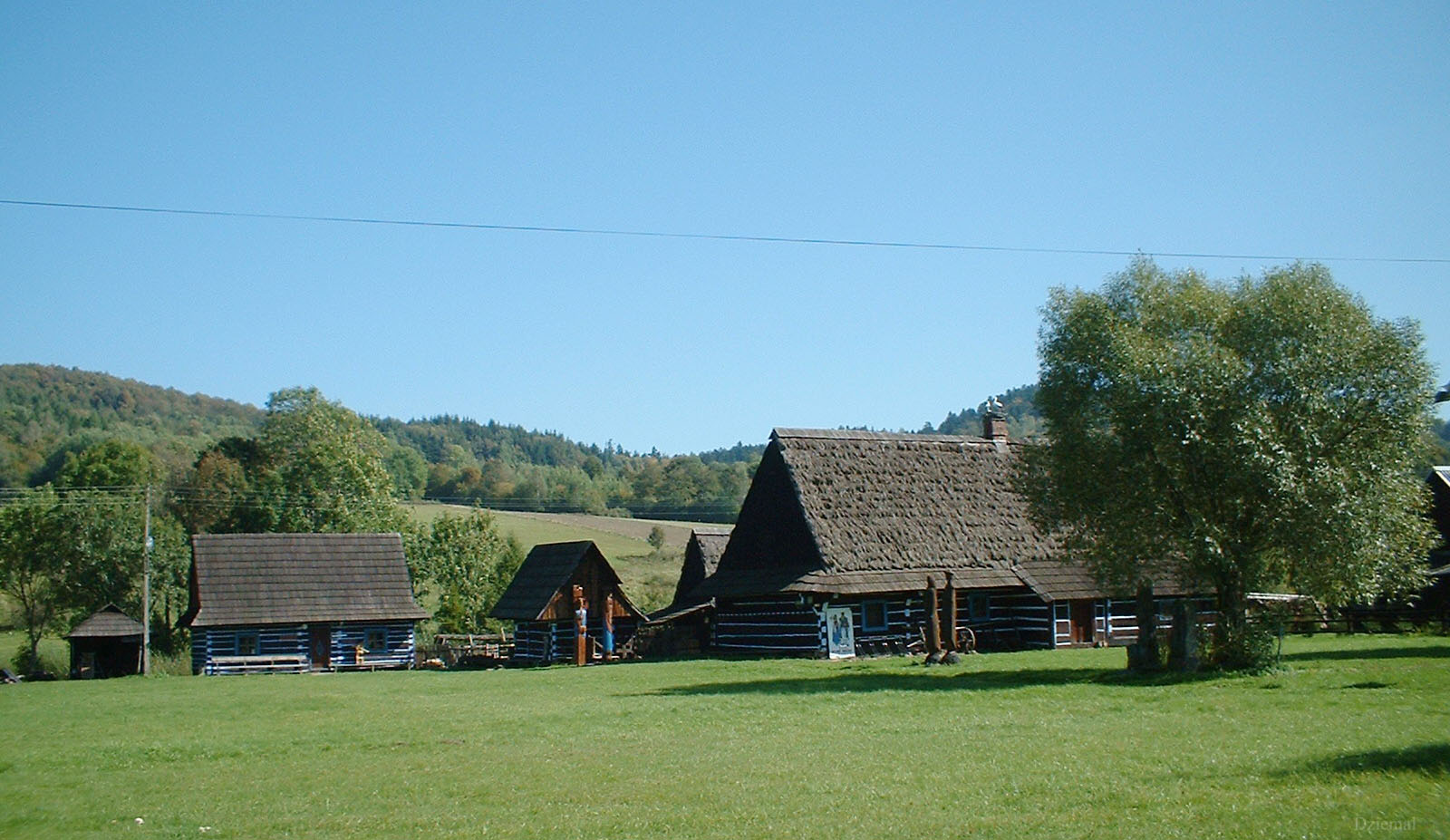
Lemkenmuseum in Zyndranowa

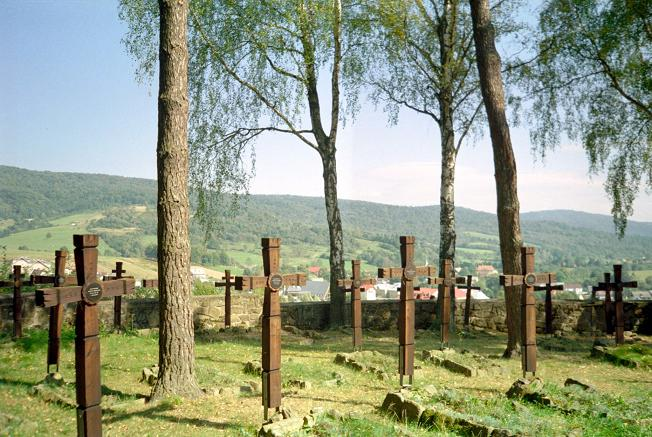
Soldatenfriedhof in Krempna

Die Niederen Beskiden werden begrenzt
- im Norden von den Mittelbeskiden-Vorgebirge
  - Pogórze Rożnowskie
  - Pogórze Ciężkowickie
  - Pogórze Jasielskie
  - Pogórze Bukowskie
- im Osten vom Gebirge Bieszczady (bzw. Bukovské vrchy)
- im Südosten vom Gebirge Vihorlatské vrchy
- im Süden
  - vom Ostslowakischen Tiefland
  - dem Gebirge Slanské vrchy
  - dem Talkessel Košická kotlina
- im Südwesten
  - vom Bergland Spišsko-šarišské medzihorie
  - dem Gebirge Čergov
- im Westen
  - von den Beskid Sądecki (Sandezer Beskiden) (bzw. Ľubovnianska vrchovina)
  - vom Talkessel Kotlina Sądecka (Sandezer Becken)

## Charakter
Die Niederen Beskiden sind von überwiegend sanften Hügeln geprägt; der Hauptkamm der Karpaten ist hier recht niedrig. Das Gebirge ist überwiegend bewaldet. Die höchste Erhebung ist der Busov mit 1002 Metern, im polnischen Anteil der Grenzberg Lackowa mit 997 m.

## Ethnologie
In den Niederen Beskiden liegt das traditionelle Siedlungsgebiet der Lemken (einer ostslawischen Volksgruppe), das auch Lemkenland (Lemkowyna bzw. Łemkowszczyzna) genannt wird.

## Tourismus

### Wandern
Das Gebirge ist ein beliebtes, aber nicht überlaufenes Wandergebiet. Durch die Region führt der Europäische Fernwanderweg E8. Dieser beginnt in Čergov und führt über Bardejov, Dukla (Rote Route ) über den Höhenzug Pasmo Bukowicy in die Beskiden.
- ▬ Beskidenweg: Komańcza – Wahalowski Wierch – Przybyszów – Tokarnia – Bukowica – Puławy – Tarnawka (Baza namiotowa w Wisłoczku) – Rymanów-Zdrój – Iwonicz-Zdrój – Lubatowa – Cergowa – Nowa Wieś (DK 19) – Cergowa – Łysa Góra – Kąty – Przełęcz Hałbowska – Kolanin – Świerzowa – Magura Wątkowska – PTTK-Hütte in Bartne – Wołowiec – Popowe Wierchy – Zdynia-Ług Bieszczad Rotunda – Regietów – Kozie Żebro – Hańczowa – Ropki – Izby – Mochnaczka Niżna – Huzary – Krynica-Zdrój
- ▬ Wanderweg Rzeszów – Grybów: Przełęcz Radoszycka – Wielki Bukowiec – Jasiel – Szeroki Jasienik – Czeremcha – Jałowa Kiczera – Przełęcz Dukielska – Barwinek – Przełęcz nad Olchowcem – Baranie – Przełęcz Mazgalica – Ożenna – Przełęcz Beskid nad Ożenną – Przełęcz pod Zajęczym Wierchem – Beskid – Konieczna – Jaworzyna Konieczniańska – Przełęcz Regetowska – Wysowa-Zdrój – Przełęcz Hutniańska – Ropki – Bordiów Wierch – Czarna – Sucha Homola – Wawrzka – Chełm – Grybów
- ▬ Wola Piotrowa – Bukowica – Wisłok Wielki – Kanasiówka – ▬
- ▬ Besko – Mymoń – Pastwiska – Spalony Horbek – Puławy Górne – Dział – Surowica – Moszczaniec – Kanasiówka  – Wielki Bukowiec – Dołżyca – Komańcza
- ▬ Jaśliska – Lipowiec – Przełęcz Beskid nad Czeremchą
- ▬ Barwinek  – Zyndranowa – Ostra – Tylawa – Czerteż – Einsiedelei św. Jana in Dukla
- ▬ Tylawa – Olchowiec – Baranie
- ▬ Gorlice – Dominikowice – Łysula – Męcina Wielka – Wapienne – Barwinok – Kornuty – Magura Wątkowska – Folusz – Mrukowa – Bucznik – Nowy Żmigród – Grzywacka Góra – Kąty – Krempna – Żydowskie – Wysokie – Ożenna
- ▬ Huta Polańska – Przełęcz Mazgalica
- ▬ Krempna – Przełęcz Hałbowska – Kotań – kaplica pod Trzema Kopcami – Mrukowa
- ▬ PTTK-Hütte in Bartne – Banica – Przełęcz Małastowska – PTTK-Heim in Magura Małastowska – Przełęcz Owczarska – Obocz – Siary – Gorlice
- ▬ Folusz – Bartne – Banica – Wołowiec – Nieznajowa – Radocyna – Konieczna – Przełęcz Dujawa
- ▬ Folusz – Diabli Kamień – Barwinok
- ▬ Wanderweg Wincentego Pola: Szymbark – Sołtysia Góra – Magura Małastowska – PTTK-Heim – Smerekowiec – Skwirtne – Kozie Żebro – Wysowa-Zdrój – Ostry Wierch (Beskid Niski) – Przełęcz Pułaskiego – Lackowa – Przełęcz Beskid nad Izbami – Dzielec – Huzary – Krynica-Zdrój
- ▬ PTTK-Heim in Magura Małastowska – Oderne – Uście Gorlickie – Homola
- ▬ Zapora na Ropie – Klimkówka – Flasza
- ▬ Gorlice – Przełęcz Żdżar – Bielanka – Miejska Góra – Suchy Wierch – Ropa – Wawrzka – Florynka
- ▬ Ropki – Przełęcz Prehyba – Ostry Wierch
- ▬ Krynica-Zdrój (Kopiec Pułaskiego) – Huzary – Tylicz
- ▬ Krynica-Zdrój – Parkowa – Huzary – Jaworzynka
- ▬ Krynica-Zdrój – Parkowa – Bradowiec – Powroźnik.

### Kurorte
In den Niederen Beskiden befinden sich die Kurorte:
- Iwonicz-Zdrój
- Rymanów-Zdrój
- Wysowa-Zdrój
- Wapienne

### Sehenswürdigkeiten
Charakteristisch für die Region sind eine Vielzahl von Holzkirchen, wobei sich die bekanntesten in Kožany, Tročany, Hervartov, Krajná Poľana, Brežany, Kwiatoń, Owczary, Bartne, Kotań, Sękowa und Szymbark befinden. In den Niederen Beskiden liegt der Duklapass, ein bedeutender Karpatenübergang und Schauplatz heftiger Kämpfe in zahlreichen Konflikten, unter anderem im Ersten und im Zweiten Weltkrieg. Eine Folge sind die zahlreichen Soldatenfriedhöfe aus dem Ersten Weltkrieg. Weitere touristische Anziehungspunkte sind die Altstadt von Bardejov und die Burg Zborov.

### Freilichtmuseen
- Lemkenmuseum in Zyndranowa
- Museum der Öl- und Gasindustrie Bóbrka in Bóbrka.

### Wintersport
In den Niederen Beskiden liegen die Skigebiete Magura und KiczeraSki.

## Naturschutz
In den Niederen Beskiden befindet sich der Nationalpark Magura, der einzige polnische Nationalpark, der in zwei Woiwodschaften liegt, sowie der Landschaftspark Jaśliski und mehrere Naturreservate.

## Orte

### Polen
- Biecz
- Bukowsko
- Dukla
- Grybów
- Gorlice
- Jaśliska
- Komańcza
- Krosno
- Sanok
- Szymbark
- Trzcinica
- Krynica-Zdrój

### Slowakei
- Bardejov
- Humenné
- Svidník
- Medzilaborce
- Stropkov
- Giraltovce